# Stanhopea manriquei
Stanhopea manriquei là một loài thực vật có hoa trong họ Lan. Loài này được Jenny & Nauray mô tả khoa học đầu tiên năm 2004.